# Charles Abbott (3e baron Tenterden)
Pour les articles homonymes, voir Charles Abbott et Abbott.
Charles Stuart Aubrey Abbott, 3e baron Tenterden, (26 décembre 1834-22 septembre 1882), est un diplomate britannique.

## Biographie
Abbott est né à Londres, fils de Charles Abbott (1803–1838), fils cadet de Charles Abbott (1er baron Tenterden). Le titre passe au jeune Charles à la mort de son oncle John Henry Abbott, 2e baron Tenterden (1796–1870). Il fait ses études au Collège d'Eton (1848–1853) et entre au Foreign Office en 1854 sous le patronage du |ministre des Affaires étrangères, Lord Clarendon.
Dans les années 1860 et 70, Abbott est impliqué dans les négociations des fameuses Réclamations de l'Alabama. Son sens de la modération est venu à bon escient dans l'arbitrage réussi du différend. En 1873, Tenterden est promu au poste de sous-secrétaire permanent et en 1878, il est créé chevalier de l'Ordre du Bain (KCB).
Il se marie deux fois; sa première épouse est sa cousine Penelope Smyth, avec qui il a quatre enfants - Audrey Mary Florence née en 1861, Geraldine Alice Ellen née en 1863, Charles Stuart Henry né en 1865 et Gwen Elca Violet née en 1868. Penelope est décédée en 1879. L'année suivante, Tenterden épouse la veuve Emma Rowcliffe (née Bailey, décédée en 1928). Il meurt à Lynmouth en 1882.

## Distinctions
- Chevalier commandeur de l'Ordre du Bain